# Ы
Das Ы (Kleinbuchstabe ы) ist ein Buchstabe des kyrillischen Alphabets, im russischen Alphabet steht er an der 29. Stelle. Es wurde früher auch Jery (еры) genannt. 
Die Aussprache im Russischen ist /⁠ɨ⁠/, wie ein i mit zurückgezogener Zunge. Auch im Belarussischen repräsentiert das Ы denselben Laut. Im Ukrainischen wurde dieser Buchstabe bereits im 19. Jahrhundert abgeschafft und durch das ähnlich klingende И ersetzt.
In kyrillisch geschriebenen Turksprachen sowie in mongolischen Sprachen wird es zur Wiedergabe des /⁠ɯ⁠/ verwendet, eines ungerundeten u-Lauts, der in Lateinschrift meist als ı (i ohne Punkt) wiedergegeben wird.

## Zeichenkodierung
| Standard  | Standard    | Majuskel Ы                   | Minuskel ы                 |
| --------- | ----------- | ---------------------------- | -------------------------- |
| Unicode   | Codepoint   | U+042B                       | U+044B                     |
| Unicode   | Name        | CYRILLIC CAPITAL LETTER YERU | CYRILLIC SMALL LETTER YERU |
| UTF-8     | UTF-8       | D0 AB                        | D1 8B                      |
| XML/XHTML | dezimal     | &#1067;                      | &#1099;                    |
| XML/XHTML | hexadezimal | &#x042B;                     | &#x044B;                   |